# Zhang Ruishu
Zhang Ruishu (Jianzha, Yutai, Shandong, 21 de febrer de 1893 - 31 de desembre de 1968) fou un brigadista internacional xinés, en actiu des de novembre del 1936 fins a març del 1938.
Tot i ser xinés, emigrà a França durant a la dècada del 1910, treballant a la Renault i unint-se al PCF el 1925. S'uneix a les brigades internacionals el 1936, juntament amb Liu Jingtian. La intenció d'ambdós era la d'entrar a la secció de metralladores, però pel fet de tindre més de quaranta anys, foren sanitaris. De Zhang Ruishu se'n destacà la valentia, i vou ferit en tres ocasions en rescatant ferits del front.
El setembre del 1937 aparegué a la portada de la revista Estampa, i Mao Zedong els va enviar un estandard de seda via el diari de París Jiuguo Shibao, que actualment s'exhibeix al Museu de la Revolució de Beijing.
Ruishui caigué en l'alcoholisme, tornà a la Xina, i fou víctima de la Revolució Cultural.